# AMEXCID
La Agencia Mexicana de Cooperación Internacional para el Desarrollo (AMEXCID) es un órgano desconcentrado de la Secretaría de Relaciones Exteriores (México). Creada el 28 de septiembre de 2011, tiene atribuciones específicas para abordar los asuntos relacionados con la Cooperación Internacional para el Desarrollo.

## Evolución Institucional
Los inicios de la evolución institucional de la cooperación en México se pueden trazar a 1971. En ese año la Cancillería estableció la Dirección General de Cooperación Técnica Internacional (DGCTI). Posteriormente, en 1988 la cooperación internacional para el desarrollo se elevó a un rango constitucional (Artículo 89) como un principio normativo de la política exterior mexicana. 
En 1998, el presidente Ernesto Zedillo creó por decreto presidencial, la primera agencia dentro de la Secretaría de Relaciones Exteriores: El Instituto Mexicano para la Cooperación Internacional (IMEXCI). Para el año 2000 esta agencia dejaría de existir como tal y se transformó en La Dirección General de Cooperación Técnica y Científica (DGCTC). 
Para 2007, el Senado, buscando atender el vacío en la estructura de la cooperación mexicana para el desarrollo internacional, aprobó la Ley de Cooperación Internacional para el Desarrollo (LCID). Finalmente, en 2011 se promulga la LCID y se crea la AMEXCID.

## La AMEXCID
La AMEXCID se creó de acuerdo a la LCID en 2011 y trabaja en dos frentes:
- Coordinación y planificación de la cooperación internacional del Estado mexicano, impulsando las siguientes modalidades de cooperación: educativa, cultural, técnica y científica, financiera y económica.
- Promover, en coordinación con otras entidades de la administración pública federal, a México en el Exterior a través de sus Representaciones.

### Conformación de la AMEXCID
La AMEXCID está conformada por tres órganos de gobierno:
- Consejo Consultivo: Tiene la facultad primordial de contribuir a la formulación del Programa de Cooperación Internacional para el Desarrollo PROCID, cuya elaboración final es responsabilidad de la SRE. Está integrado por un representante titular y un suplente de cada una las Dependencias y Entidades enunciadas en el artículo 15 de la LCID.
- Comité Técnico y de Administración del Fideicomiso: El Comité Técnico y de Administración del Fideicomiso está integrado por representantes de la Secretaría de Relaciones Exteriores, de la AMEXCID y de la Secretaría de Hacienda y Crédito Público, según lo estipula la LCID en su artículo 38. Este comité tiene la función de administrar al Fondo Nacional de Cooperación Internacional, el cual está integrado por las asignaciones presupuestales federales para Programas de Cooperación Internacional, así como por aportaciones financieras y en especie tanto de gobiernos extranjeros y organismos internacionales, como de gobiernos locales y de municipios.
- Dirección Ejecutiva: Al frente de la AMEXCID está un Director Ejecutivo, quien es propuesto por la Secretaría de Relaciones Exteriores y es designado por el titular del Poder Ejecutivo Federal (Art. 18 de la LCID). El Director Ejecutivo se encarga de la dirección y administración de la AMEXCID (Art. 14 de la LCID), así como de ejercer las atribuciones y responsabilidades establecidas por la LCID y el Reglamento Interior de la Secretaría de Relaciones Exteriores. El director Ejecutivo de la Agencia podrá participar en las sesiones del Consejo Consultivo en calidad de secretario técnico del mismo, con derecho a voz, pero sin voto. El actual director ejecutivo es el embajador Agustín García-López Loaeza.

Asimismo, la AMEXCID está conformada por las siguientes direcciones generales:
- Dirección General de Cooperación Educativa y Cultural (DGCEC)
- Dirección General de Cooperación y Promoción Económica Internacional (DGCPEI)
- Dirección General de Cooperación y Relaciones Económicas Bilaterales (DGCREB)
- Dirección General de Cooperación Técnica y Científica (DGCTC)
- Dirección General del Proyecto de Integración y Desarrollo de Mesoamérica (DGPIDM)

## Cooperación Internacional

### Cooperación Sur-Sur
La Cooperación Sur-Sur se ha posicionado como una modalidad que complementa de manera cada vez más importante a la cooperación tradicional Norte-Sur. México, en los últimos años, ha impulsado la agenda “de efectividad de la cooperación”. Esta agenda se basa en el reconocimiento de que, al igual que los donantes tradicionales, los nuevos donantes del Sur asumen responsabilidades frente a países más pobres, pero sobre la base de “responsabilidades diferenciadas”. Este concepto quedó plasmado en el documento fundador de la nueva Alianza para la Eficacia de la cooperación para el desarrollo adoptado en Busán, Corea, a fines de 2011.

### Modalidades de cooperación
La AMEXCID utiliza diferentes esquemas de cooperación, incluidos los tradicionales como el bilateral, regional, multilateral, triangular y ayuda humanitaria. 
- Bilateral: Cooperación que se da entre los países directamente; están sustentados, la mayoría de las veces, por un marco normativo (generalmente un convenio de cooperación). Suele haber un oferente y un receptor; sin embargo, existe un tipo de cooperación bilateral, llamada horizontal, en la que tanto los costos como los beneficios con compartidos. La AMEXCID cuenta con un amplio número de programas y proyectos de cooperación bilateral. En Centroamérica cuenta con 7 programas y 137 proyectos. En la región del Caribe cuenta con 4 programas (Jamaica, Haití, República Dominicana y Cuba) y 51 proyectos. En Sudamérica cuenta con 8 programas bilaterales (Argentina, Bolivia, Brasil, Colombia, Chile, Ecuador, Perú y Uruguay) y 42 proyectos, y en la región Asia-Pacífico cuenta con 3 programas (India, Indonesia y Australia) con 26 proyectos. Por otra parte, algunos ejemplos de cooperación horizontal son: el Fondo Conjunto de Cooperación México- Chile (constituido en 2008) y el Fondo Conjunto México-Uruguay (que inició funciones en 2012).[2]

- Regional: Son mecanismos de cooperación dirigidos a una determinada zona geográfica, en las que participan diversos países. También, puede existir la presencia de organismos y/o mecanismos especializados por regiones. Proyecto Mesoamérica y Escuelas México son dos proyectos de la AMEXCID que ejemplifican este tipo de cooperación.

- Triangular: Es un mecanismo de colaboración internacional que basa su ejecución en la asociación de capacidades y recursos de al menos dos países (oferentes asociados) en favor de otro(s) receptor(es). Por ejemplo, se involucra a un donante tradicional que inyecta recursos financieros, a un país en desarrollo que aporta recursos técnicos y a un tercero de menor desarrollo que recibe los beneficios a través de la replicación de una experiencia previa de cooperación bilateral experimentada entre los dos primeros actores. La AMEXCID cuenta con distintos ejemplos de colaboración triangular. Por ejemplo, en conjunto Alemania y para beneficios de América Latina y el Caribe se tienen 9 proyectos en ejecución (Bolivia, Colombia, Ecuador, Guatemala, Paraguay, Perú y República Dominicana) en temas de gestión ambiental, energía, medio ambiente y biodiversidad. Otra caso de cooperación triangular de AMEXCID es el que se tiene en conjunto con España. De los proyectos en ejecución, destacan los relativos a la rendición de cuentas con Honduras y seguridad nacional, este último regional. Asimismo se trabaja en iniciativas hacia Guatemala en materia de medioambiente y salud perinatal y con República Dominicana en rendición de cuentas y electoral. La AMEXCID también cuenta con mecanismo de cooperación triangular con Japón a través del marco del Programa Conjunto México-Japón (JMPP), se imparten cursos de capacitación a favor de América Latina, en cuatro sectores: medio ambiente, desarrollo rural, agricultura y educación vocacional. Con Estados Unidos (USAID) se está trabajando en conjunto la Iniciativa de cacao de El Salvador y se firmó una carta de intención para promover la cooperación triangular en Centroamérica en proyectos piloto realizados con el sector privado, OSCs y la academia. Con el Reino Unido existe un intercambiando información sobre la cooperación en Belice.

- Multilateral: Se refiere a las políticas y acciones que se desarrollan entre los países y con la participación de organismos internacionales; sus actividades son sustentadas por un instrumento jurídico, convenio o acuerdo internacional. En este esquema, AMEXCID contribuye a organismos internacionales como OCDE, ONUDI y SEGIB. Asimismo, existe un programa de Cooperación AMEXCID-PNUD 2013-2015 en el marco del fortalecimiento institucional de la agencia.

- Ayuda Humanitaria: Es un tipo de cooperación que incluye la donación de recursos financieros, técnicos o en especie encaminada a la realización de acciones de asistencia y auxilio para cubrir las necesidades provocadas por una situación de emergencia o catástrofe. En 2014, AMEXCID otorgó 6.85 millones de dólares en ayuda humanitaria, a través de FICR, ACNUR, OMS, UNICEF, UNWRA, PMA y OECO.[3]

### Oferta de Cooperación Internacional para el Desarrollo
En 2014 se publicó por primera vez el monto estimado para 2011 y 2012 de la cooperación ofrecida por la Administración Pública Federal de México. En 2012, el monto estimado de la cooperación mexicana ascendió a 277 millones de dólares; 85.8 millones de dólares se ejercieron en acciones directas de cooperación de los cuales 91.7% se destinó a los países de América Latina y el Caribe.

### Agenda Internacional
La AMEXCID, en representación de México como actor relevante de la Cooperación Internacional para el Desarrollo, participa en varios procesos internacionales, contribuyendo así a la agenda para el desarrollo:
- Alianza Global para la Cooperación Eficaz al Desarrollo (AGCED). Es un foro que reúne a diferentes actores (gobierno, sociedad civil, sector privado y organismos internacionales) con el fin de construir objetivos comunes y compromisos diferenciados en la búsqueda colectiva de desarrollo incluyente y sostenible para el mundo. La AGCED se estableció en el Cuarto Foro de Alto Nivel sobre la Eficacia de la Ayuda en 2011 (Busan, Corea del Sur) para sostener un diálogo político en temas relacionados con la calidad y efectividad de la cooperación para el desarrollo. La primera reunión de Alto Nivel de la AGCED se llevó a cabo en México del 15 y 16 de abril de 2014, misma en la que fue aceptada la copresidencia de este importante foro.
- Agenda Post 2015. Proceso de Naciones Unidas que está definiendo los nuevos objetivos globales de desarrollo que sustituirán a los Objetivos de Desarrollo del Milenio (ODM) que terminan en el año 2015. Durante la Conferencia Río+20 se alcanzó un acuerdo por una serie de Estados miembros para desarrollar un conjunto de metas que resultara una herramienta para centrar acciones coherentes en materia de desarrollo sostenible Que los ODS parten de que se cumplieron algunos de los ODM, entonces podría empatar con el desarrollo de países de RM.
- Comité de Ayuda al Desarrollo. México participa como observador, posición que le permite aportar su visión y experiencia.
- Financiación para el Desarrollo. Agenda holística promovida por Naciones Unidas para identificar todas las fuentes de financiamiento para el desarrollo existentes con el fin de promover que contribuyan efectivamente a la implementación de las estrategias de desarrollo de los países del Sur. Tuvo su origen en la Conferencia de Monterrey en 2002, se le dio seguimiento en 2008 en la Conferencia de Doha y la Tercera Conferencia tendrá lugar en julio en Addis Abeba.
- Alianza para el Gobierno Abierto / Open Government Partnership (OGP). Pretende generar compromisos para la rendición de cuentas de los gobiernos de forma que sean más abiertos y mejoren su capacidad de respuesta hacia los ciudadanos. Fue lanzada en 2011 y ha pasado de 8 a 64 países participantes en los que gobierno y sociedad civil trabajan en conjunto para implementar reformas ambiciosas en torno al Gobierno Abierto.
- Grupo de Trabajo para el Desarrollo del G20 (GTD).' Grupo establecido en la Cumbre de Líderes de Toronto en 2010, encargado de desarrollar una agenda para promover el crecimiento económico sostenible en países no G20.
- Secretaría General para Iberoamérica. Organismo internacional creado en la XIII Cumbre Iberoamericana en Santa Cruz, Bolivia en 2003. Es el órgano permanente de apoyo institucional y técnico a la Conferencia Iberoamericana y a la Cumbre de Jefes de Estado y de Gobierno. Sus objetivos son contribuir a la cohesión de la comunidad iberoamericana e impulsar su proyección internacional y promover los vínculos entre sus Estados miembros.
- Comunidad de Estados Latinoamericanos y Caribeños (CELAC). Mecanismo intergubernamental de diálogo y concertación política que reúne de forma permanente a 33 países de América Latina y el Caribe. Surge del compromiso de avanzar en el proceso gradual de integración de la región. Por mandato de los Jefes de Estado y de Gobierno, es el único interlocutor que puede promover y proyectar una voz concertada de América Latina y el Caribe en la discusión de los grandes temas globales.
- Comunidad del Caribe (CARICOM). Fundada en 1973 por el Tratado de Chiaguaramas y sustituyó a la Asociación Caribeña de Librecambio que había sido creada en 1965. Es una organización integrada por 15 naciones del Caribe y dependencias británicas, que desarrolla tres actividades principales: la cooperación económica a través del Mercado Común del Caribe; la coordinación de la política exterior; y la colaboración de campos como la agricultura, la industria, el transporte y las telecomunicaciones. Asimismo se dedica a la elaboración y la institución de proyectos especiales para los países menos desarrollados dentro de su jurisdicción
- Asociación de Estados del Caribe (AEC). Es un organismo regional que procura el fortalecimiento e integración de los países de la zona del mar Caribe, con el objetivo de crear un espacio económico común, preservar el mar y promover el desarrollo sustentable de sus miembros. Fue creado el 24 de julio de 1994 en Cartagena de Indias, Colombia. Actualmente está compuesto por 31 Estados miembros. Cuenta con cinco Comités Especiales de: Desarrollo del Comercio y las Relaciones Económicas Externas; Turismo Sustentable; Transporte; Desastres Naturales y Presupuesto y Administración. A su vez tiene un Consejo de Representantes Nacionales del Fondo Especial, responsable de supervisar los esfuerzos de movilización de recursos y el desarrollo de proyecto.
- Mecanismo de Diálogo y Concertación de Tuxtla. Foro de diálogo político impulsado desde 1991 por México y Centroamérica, el cual se ha ampliado con la incorporación de República Dominicana y Colombia, para analizar en forma periódica y sistemática los múltiples asuntos regionales, hemisféricos y mundiales que son de interés común; concertar posiciones conjuntas ante los distintos foros multilaterales; avanzar hacia el establecimiento de una zona de libre comercio; impulsar proyectos económicos conjuntos y acordar acciones de cooperación regional, en todos los ámbitos, en apoyo al desarrollo sostenible del área. En la X cumbre de este mecanismo se instituyó el Proyecto Mesoamérica.

### Proyectos Emblemáticos
•	Proyecto Mesoamérica
•	Escuelas México
•	Becas Conacyt-OEA-AMEXCID
•	Fondo Conjunto de Cooperación México-Chile
•	Fondo Conjunto de Cooperación México-Uruguay
•	Programa Especial de Becas para Haití

### Recepción de Ayuda Oficial al Desarrollo
México nunca ha sido un país receptor importante y siempre ha tenido un bajo índice de dependencia de Ayuda Oficial al Desarrollo neta recibida como porcentaje del ingreso nacional bruto (AOD/INB), que al día de hoy es uno de los más bajos del mundo. En promedio los países clasificados como países de renta media alta (como México) en 2012 tuvieron una relación de AOD/PIB de 0.08%. México destaca por una baja dependencia: 0.036%. En cambio, países de Centroamérica y el Caribe destacan por su alta dependencia: Nicaragua 5.2%, Haití 16.1%, Dominica 5.5%, Bolivia 2.6%. Hay islas en el Pacífico que su dependencia es del 43.6% (islas Solomon) y 39.5% (Islas Tuvalu).
En 2012, México recibió de acuerdo a la OCDE 418 millones de dólares en Ayuda Oficial al Desarrollo que incluye créditos, recibidos principalmente de Francia y Alemania, así como cooperación de Estados Unidos para temas de seguridad.